# エゾフネガイ
エゾフネガイ（蝦夷舟貝、Grandicrepidula grandis）は、笠貝のような外観の1～3cm程度の巻貝で、ホタテガイやツブ貝に付着している。貝を外すと、殻の下に白色の吸盤があり、貝殻はスリッパ状または半分が甲板に覆われたボートのような形をしていて、仕切り棚板の内側に小さな内臓が巻貝らしく巻かれて納まっている。小さいが加熱すると食べることができて美味い。東北からアリューシャン列島にかけて生息し、最大約9cmに達する。生息環境によって性転換する。